# Рибница (община, Словения)
Рибница (словен. Ribnica) — община на юге Словении. Часть исторической области Нижняя Крайна. Население общины составляет 9266 человек, население самого города — 3480 человек. Впервые упоминается в письменных источниках в 1220 году как Rewenicz. В дальнейшем в немецких документах фигурирует как Reifnitz.

## Персоналии
- Галлус, Якоб (1550—1591) — словенский композитор эпохи Ренессанса.
- Козина, Кирилл (словен. Karol Kozine, 1925—2004) — католический священник византийского обряда, митрофорный протопресвитер, участник «русского апостолата», сотрудник издательства Жизнь с Богом.
- Ильц, Антоний (словен. Anton Ilc, 1923—1998) — католический священник византийского обряда, митрофорный протопресвитер, участник «русского апостолата», сотрудник издательства Жизнь с Богом.